# Bedotia madagascariensis
Bedotia Madagáscariensis é uma espécie de peixe da família Bedotiidae.
É endémica de Madagáscar.
Os seus habitats naturais são: rios e lagos de água doce.
Está ameaçada por perda de habitat.